# Grad (Polynom)
Der Grad eines Polynoms in einer Variablen ist in der Mathematik der größte Exponent in dessen Standarddarstellung als Summe von Monomen. Beispielsweise ist der Grad des Polynom {\displaystyle 2X^{5}-X^{3}+7X^{2}} gleich 5, nämlich der Exponent des Monoms {\displaystyle 2X^{5}}. Bei Polynomen in mehreren Variablen ist der Grad eines Monoms definiert als die Summe der Exponenten der enthaltenen Variablenpotenzen und der Grad eines Polynoms (auch Totalgrad genannt) als das Maximum der Grade der Monome, aus denen das Polynom besteht. So haben zum Beispiel das Monom {\displaystyle X^{2}Y^{3}Z} und damit auch das Polynom {\displaystyle -3X^{2}Y^{3}Z+7X^{4}Y+XYZ^{2}} den Grad 6.

## Definition
Sei {\displaystyle R} ein kommutativer Ring, {\displaystyle n>0} eine natürliche Zahl und {\displaystyle R[X_{1},\dots ,X_{n}]} der Polynomring in den Variablen {\displaystyle X_{1},\dots ,X_{n}}. Ist
{\displaystyle 0\neq m:=X_{1}^{e_{1}}X_{2}^{e_{2}}\cdots X_{n}^{e_{n}}\in R[X_{1},\dots ,X_{n}]}
ein Monom mit {\displaystyle e_{1},\dots ,e_{n}\in \mathbb {N} \cup \{0\}}, so ist der Grad von {\displaystyle m} definiert als
{\displaystyle \deg(m):=e_{1}+\ldots +e_{n}}.
Sei nun
{\displaystyle 0\neq f=a_{1}m_{1}+\ldots +a_{r}m_{r}\in R[X_{1},\dots ,X_{n}]}
ein Polynom mit {\displaystyle r\in \mathbb {N} }, {\displaystyle a_{1},\dots ,a_{r}\in R\setminus \{0\}} und Monomen {\displaystyle m_{1},\dots ,m_{r}}. Dann ist der Grad oder Totalgrad von {\displaystyle f} definiert als
{\displaystyle \deg(f):=\max _{j=1,\dots ,r}\deg(m_{j})}.
Es gibt verschiedene Konventionen zur Definition des Grades von {\displaystyle 0}. In der Algebra ist es üblich, {\displaystyle \deg(0):=-\infty } zu setzen. Dagegen wird in den Bereichen der Mathematik, die sich mit der Lösung von algebraischen Problemen mit Hilfe von Computern befassen, häufig die Definition {\displaystyle \deg(0):=-1} bevorzugt.
Bemerkung: Da Monome nur aus endlich vielen Faktoren bestehen, lässt sich die Definition des Grads eines Monoms und somit auch die Definition des Grads eines Polynoms direkt auf Polynomringe in beliebig vielen Variablen erweitern.

## Eigenschaften
Seien {\displaystyle f,g\in R[X_{1},\dots ,X_{n}]} Polynome über {\displaystyle R}. Dann gilt
- {\displaystyle \deg(fg)\leq \deg(f)+\deg(g)} und
- {\displaystyle \deg(f+g)\leq \max(\deg(f),\deg(g))}.

Für den Fall {\displaystyle \deg(f)\neq \deg(g)} erhält man sogar {\displaystyle \deg(f+g)=\max(\deg(f),\deg(g))}.
Ist {\displaystyle R} ein Integritätsring, so gilt sogar
{\displaystyle \deg(fg)=\deg(f)+\deg(g)}
für alle {\displaystyle f,g\in R[X_{i}\;|\;i\in I]}.

## Beispiele
Betrachte Polynome in {\displaystyle \mathbb {Z} [X,Y,Z]} (siehe ganze Zahlen). Es gilt
- {\displaystyle \deg(X^{5})=5},
- {\displaystyle \deg(X^{2}Y^{3}Z^{4})=2+3+4=9},
- {\displaystyle \deg(X^{7}Z^{2}+3X^{3}Y^{3}-XY^{4}Z+5YZ)=\deg(X^{7}Z^{2})=9} und
- {\displaystyle \deg(3X^{4}Y^{4}-X^{2}Y^{3}Z^{3}+3Y^{4}Z)=\deg(X^{4}Y^{4})=\deg(X^{2}Y^{3}Z^{3})=8}.